# Ranunculus raddeanus
Ranunculus raddeanus är en ranunkelväxtart som beskrevs av Eduard August von Regel. Ranunculus raddeanus ingår i släktet ranunkler, och familjen ranunkelväxter. Inga underarter finns listade i Catalogue of Life.